# 桜ケ丘 (八戸市)
桜ケ丘（さくらがおか）は、青森県八戸市の町名。郵便番号031-0834。

## 地理
八戸市役所から東南東に5.4キロメートル (km) のところに位置する地区である。
東、南、西に大久保、北に湊高台、東運動公園が隣接する。鉄道の駅はない。幹線道路は国道45号が地区の外西側を通る。地内から南東に1 kmの距離にある第二桜ケ丘住宅団地と同じく、1974年（昭和49年）に住宅団地として開発された。

## 世帯数と人口
2017年（平成29年）4月30日現在の世帯数と人口は以下の通りである。
| 丁目         | 世帯数    | 人口    |
| ------------ | --------- | ------- |
| 桜ケ丘一丁目 | 185世帯   | 399人   |
| 桜ケ丘二丁目 | 501世帯   | 1,060人 |
| 桜ケ丘三丁目 | 294世帯   | 621人   |
| 桜ケ丘四丁目 | 387世帯   | 819人   |
| 計           | 1,367世帯 | 2,899人 |

## 歴史
- 2005年（平成17年）1月29日 - 桜ヶ丘地区の住居表示が実施され、大字大久保、大字新井田の各一部が桜ケ丘一丁目から四丁目となる[5][6]。

### 町名の変遷

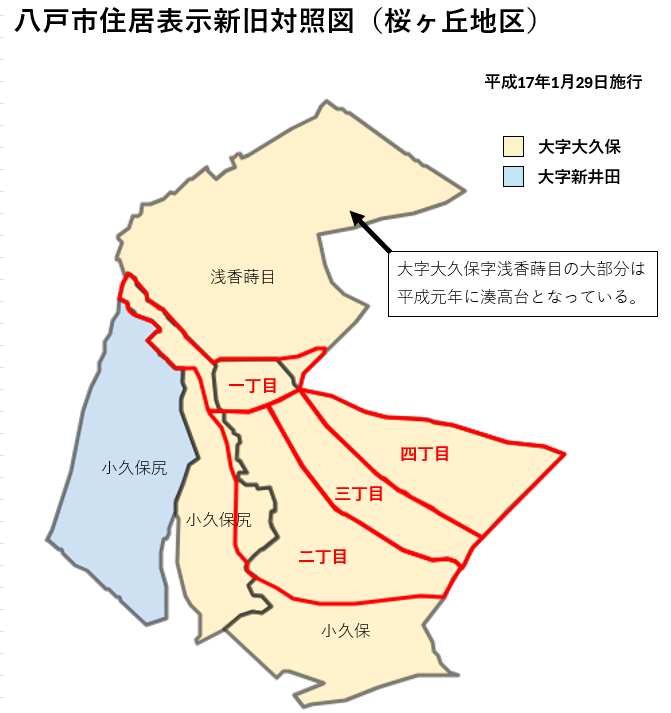
八戸市桜ヶ丘地区での住居表示における新旧対照図。

| 実施後       | 実施年月日    | 実施前（記載が無い字はその一部）                                       |
| ------------ | ------------- | ---------------------------------------------------------------------- |
| 桜ケ丘一丁目 | 2005年1月29日 | 大字大久保字浅香蒔目の全域、字小久保、字小久保尻、大字新井田字小久保尻 |
| 桜ケ丘二丁目 | 2005年1月29日 | 大字大久保字小久保、字小久保尻                                         |
| 桜ケ丘三丁目 | 2005年1月29日 | 大字大久保字小久保                                                     |
| 桜ケ丘四丁目 | 2005年1月29日 | 大字大久保字小久保                                                     |

## 施設
- 八戸市立町畑小学校